# كرسول بيضاوي
كرسول بيضاوي (الاسم العلمي:Crassula obovata) هو نوع نباتي يتبع جنس الكرسول من فصيلة الكرسولية.